# Г'юмстон (Айова)
Г'юмстон (англ. Humeston) — місто (англ. city) в США, в окрузі Вейн штату Айова. Населення — 465 осіб (2020).

## Географія
Г'юмстон розташований за координатами 40°51′39″ пн. ш. 93°29′50″ зх. д. / 40.86083° пн. ш. 93.49722° зх. д. (40.860728, -93.497303).  За даними Бюро перепису населення США в 2010 році місто мало площу 1,61 км², з яких 1,58 км² — суходіл та 0,03 км² — водойми.

## Демографія
Згідно з переписом 2010 року, у місті мешкали 494 особи в 234 домогосподарствах у складі 134 родин. Густота населення становила 308 осіб/км².  Було 294 помешкання (183/км²).
Расовий склад населення:
| - 97,0 % — білих - 0,4 % — корінних американців - 0,4 % — азіатів - 0,2 % — чорних або афроамериканців |

До двох чи більше рас належало 1,8 %. Частка іспаномовних становила 0,6 % від усіх жителів.
За віковим діапазоном населення розподілялося таким чином: 21,1 % — особи молодші 18 років, 50,4 % — особи у віці 18—64 років, 28,5 % — особи у віці 65 років та старші. Медіана віку мешканця становила 48,7 року. На 100 осіб жіночої статі у місті припадало 85,0 чоловіків;  на 100 жінок у віці від 18 років та старших — 89,3 чоловіків також старших 18 років.
Середній дохід на одне домашнє господарство  становив 47 436 доларів США (медіана — 39 286), а середній дохід на одну сім'ю — 59 927 доларів (медіана — 62 625). Медіана доходів становила 45 385 доларів для чоловіків та 31 944 долари для жінок. За межею бідності перебувало 5,9 % осіб, у тому числі 1,6 % дітей у віці до 18 років та 11,8 % осіб у віці 65 років та старших.
Цивільне працевлаштоване населення становило 201 осіб. Основні галузі зайнятості: виробництво — 28,9 %, роздрібна торгівля — 19,9 %, освіта, охорона здоров'я та соціальна допомога — 11,4 %, мистецтво, розваги та відпочинок — 6,5 %.